# Larry Storch
Lawrence Samuel Storch, detto Larry (New York, 8 gennaio 1923 – New York, 8 luglio 2022), è stato un attore e doppiatore statunitense.
È famoso soprattutto per le sue apparizioni in ruoli comici al cinema e in televisione (indimenticabile la sua interpretazione del caporale Randolph Agarn nei telefilm della serie I forti di Forte Coraggio), nonché per il doppiaggio di cartoni animati, fra cui il personaggio di Mr. Whoopee in Franc Frac e Giancanino.
Tra i suoi numerosi ruoli televisivi, da ricordare quello di Angie, amico d'infanzia di Danny Wilde (Tony Curtis), in un episodio della serie Attenti a quei due (1971).
Suo fratello minore Jay Lawrence fu anch'egli attore e doppiatore.

## Filmografia parziale

### Cinema

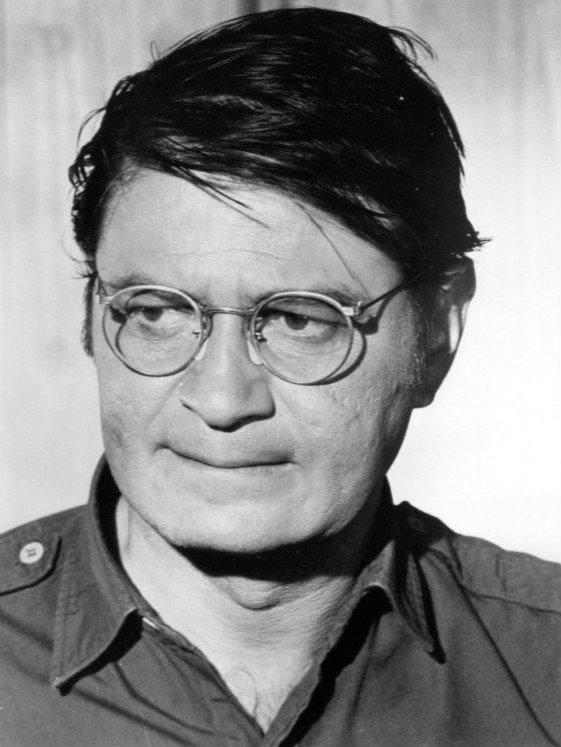
Larry Storch nella serie televisiva Garrison Commando (1967)

- Il principe ladro (The Prince Who Was a Thief), regia di Rudolph Maté (1951)
- Il sentiero della vendetta (Gun Fever), regia di Mark Stevens (1958)
- Fra due trincee (The Last Blitzkrieg), regia di Arthur Dreifuss (1959)
- Chi era quella signora? (Who Was That Lady?), regia di George Sidney (1960)
- 20 chili di guai!... e una tonnellata di gioia (40 Pounds of Trouble), regia di Norman Jewison (1962)
- Capitan Newman (Captain Newman, M.D.), regia di David Miller (1963)
- Monsieur Cognac (Wild and Wonderful), regia di Michael Anderson (1964)
- Donne, v'insegno come si seduce un uomo (Sex and the Single Girl), regia di Richard Quine (1964)
- Febbre sulla città (Bus Riley's Back in Town), regia di Harvey Hart (1965)
- La grande corsa (The Great Race), regia di Blake Edwards (1965)
- Una ragazza da sedurre (A Very Special Favor), regia di Michael Gordon (1965)
- Quello strano sentimento (That Funny Feeling), regia di Richard Thorpe (1965)
- Quel fantastico assalto alla banca (The Great Bank Robbery), regia di Hy Averback (1969)
- The Monitors, regia di Jack Shea (1969)
- Airport 75 (Airport 1975), regia di Jack Smight (1974)
- Record City, regia di Dennis Steinmetz (1978)
- Horror - Caccia ai terrestri (Without Warning), regia di Greydon Clark (1980)
- S.O.B., regia di Blake Edwards (1981)
- La truffa (Fake-Out), regia di Matt Cimber (1982)
- Sweet 16, regia di Jim Sotos (1983)
- The Perils of P.K., regia di Joseph Green (1986)
- Un bel pasticcio! (A Fine Mess), regia di Blake Edwards (1986)
- Medium Rare, regia di Paul Madden (1987)
- I Don't Buy Kisses Anymore, regia di Robert Marcarelli (1992)
- Il silenzio dei prosciutti (The Silence of the Hams), regia di Ezio Greggio (1994)
- Funny Valentine, regia di Jeff Oppenheim (2005)
- Bittersweet Place, regia di Alexandra Brodsky (2005)

### Televisione
- L'ora di Hitchcock (The Alfred Hitchcock Hour) – serie TV, episodio 1x26 (1963)
- The Greatest Show on Earth – serie TV, episodio 1x21 (1964)
- I forti di Forte Coraggio (F Troop) – serie TV, 65 episodi (1965-1967)
- Get Smart – serie TV, episodio 3x15 (1968)
- Attenti a quei due (The Persuaders!) – serie TV, episodio 1x10 (1971)
- Colombo (Columbo) – serie TV, episodio 4x02 (1974)
- The Ghost Busters – serie TV, 15 episodi (1975)
- CHiPs – serie TV, episodio 4x01 (1980)

## Doppiatori italiani
Nelle versioni in italiano dei suoi film, Larry Storch è stato doppiato da:
- Sergio Tedesco in 20 chili di guai!... e una tonnellata di gioia, La grande corsa
- Bruno Persa in Quel fantastico assalto alla banca
- Silvio Spaccesi in Airport '75
- Ferruccio Amendola in S.O.B.
- Mino Caprio in Il silenzio dei prosciutti
- Oreste Lionello in Capitan Newman
- Renzo Palmer in I forti di Forte Coraggio